# Anastasiia Mertsalova
Anastasiia Mertsalova, född 13 juli 2001 i Omsk, Ryssland, är en volleybollspelare (center).
Mertsalova spelar med Azerbajdzjans landslag och har spelat med klubbar i Ryssland, Azerbajdzjan, Israel och Kazakstan.